# New Haven (condado de Adams, Wisconsin)
New Haven es un pueblo ubicado en el condado de Adams en el estado estadounidense de Wisconsin. En el Censo de 2010 tenía una población de 655 habitantes y una densidad poblacional de 8,32 personas por km².

## Geografía
New Haven se encuentra ubicado en las coordenadas 43°41′19″N 89°39′0″O / 43.68861, -89.65000. Según la Oficina del Censo de los Estados Unidos, New Haven tiene una superficie total de 78.75 km², de la cual 75.5 km² corresponden a tierra firme y (4.12%) 3.24 km² es agua.

## Demografía
Según el censo de 2010, había 655 personas residiendo en New Haven. La densidad de población era de 8,32 hab./km². De los 655 habitantes, New Haven estaba compuesto por el 96.64% blancos, el 0.61% eran afroamericanos, el 0.46% eran amerindios, el 0% eran asiáticos, el 0% eran isleños del Pacífico, el 1.37% eran de otras razas y el 0.92% pertenecían a dos o más razas. Del total de la población el 3.36% eran hispanos o latinos de cualquier raza.